# Gebouw van de Javasche Bank (Yogyakarta)
Het tweede gebouw van de Javasche Bank in Yogyakarta, Indonesië opende in 1915 en is een ontwerp van de architect Eduard Cuypers.

## Geschiedenis
Cuypers maakte het ontwerp voor het tweede gebouw al omstreeks 1910. Het pand werd op 15 februari 1915 in gebruik genomen en verving een ouder bankgebouw van de Javasche Bank dat sinds 1 april 1879 in gebruik was. Cuypers had het gebouw ontworpen in de Beaux-artsstijl dat goed paste bij de vorstenstad dat Yogjakarta was. Dicht bij de kraton gelegen moest het pand een vorstelijke uitstraling krijgen. De bank ligt in het hart van de stad, tegenover Fort Vredeburg, dicht bij het paleis van de gouverneur en naast het postkantoor.
De voorgevel is grotendeels symmetrisch. Het heeft aan beide kanten een toren met een koepel. Het midden bevat een serliana met in de linkerhoek het wapen van Nederland en in de rechterhoek het wapen van Batavia. Het glas-in-loodraam bevat het jaartal 1914 waarin het gebouw opgeleverd had moeten worden. Boven de serliana bevindt zich een open loggia met zeven Griekse zuilen. De loggia is afgedekt met een timpaan waarop een wapen met twee slangen rondom een kris staat afgebeeld. Aan de open loggia zijn in de jaren vijftig van de twintigste eeuw ramen en een groot balkon toegevoegd. De bezoeker kon de bank betreden via de ingang in de linker toren met de grote gebogen luifel. De begane grond lag iets hoger dan het straat niveau en daar bevonden zich de publieke ruimte en de kassier. Vanaf de begane grond was ook de kelder te bereiken dat diende als opslagplaats. De ingang in de rechter toren leidde naar de bovenwoning en had een platte luifel.
De bouw raakte vertraagd door de Eerste Wereldoorlog waardoor niet alle materialen op tijd geleverd konden worden. Volgens de planning het had in 1914 opgeleverd moeten worden zoals ook in het glas-in-loodraam was genoteerd. De bouw heeft 170.000 gulden gekost. Nadat de Javasche Bank was genationaliseerd in 1953 werd de naam aangepast naar Bank Indonesia.
In 2011 is het gebouw grondig gerestaureerd en sindsdien wordt het gebruikt voor tentoonstellingen, concerten en podiumkunsten en worden ruimtes gebruikt als bibliotheek en informatiecentrum.

## Galerij

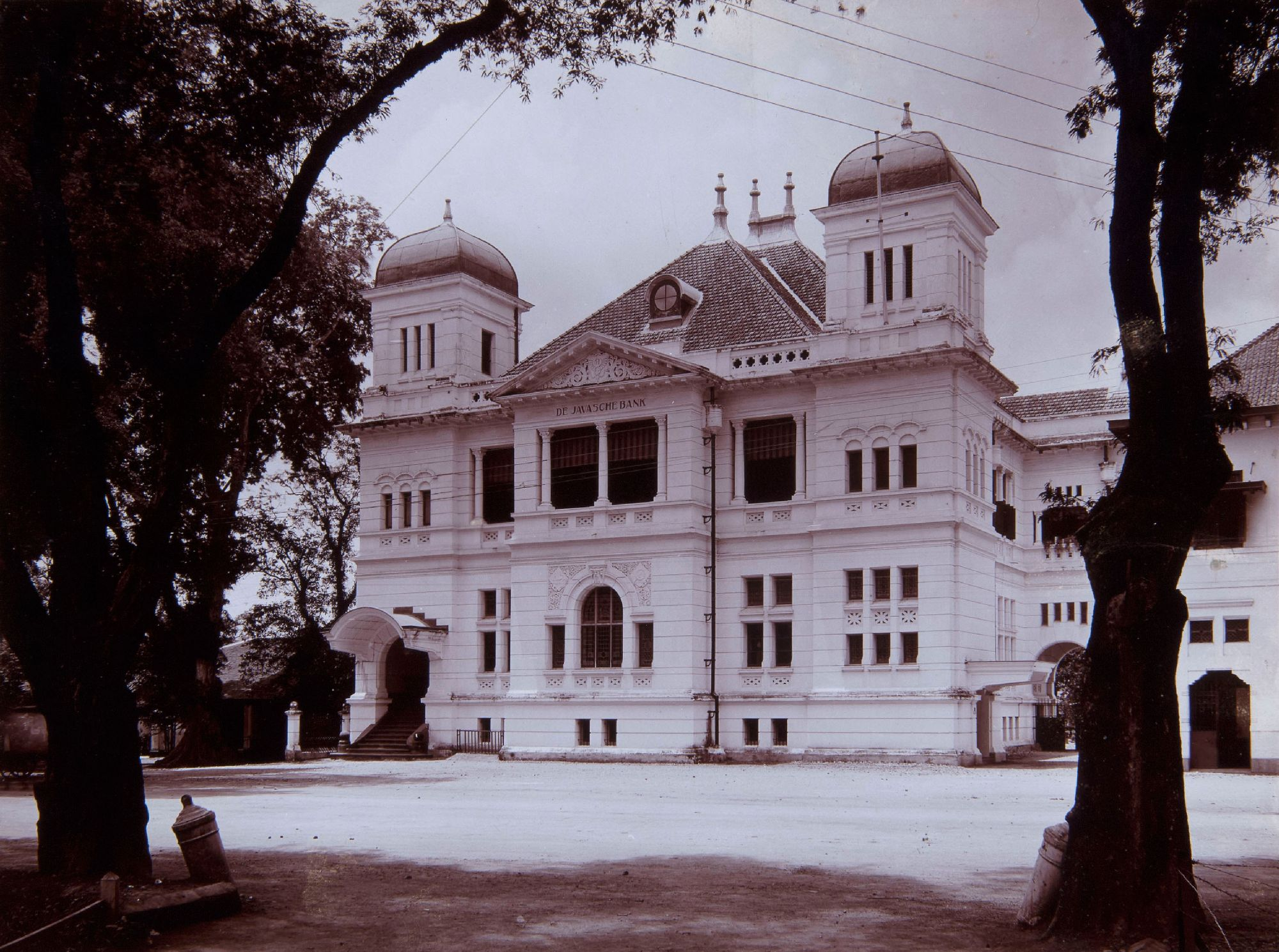
Bankgebouw tussen 1915 en 1925.
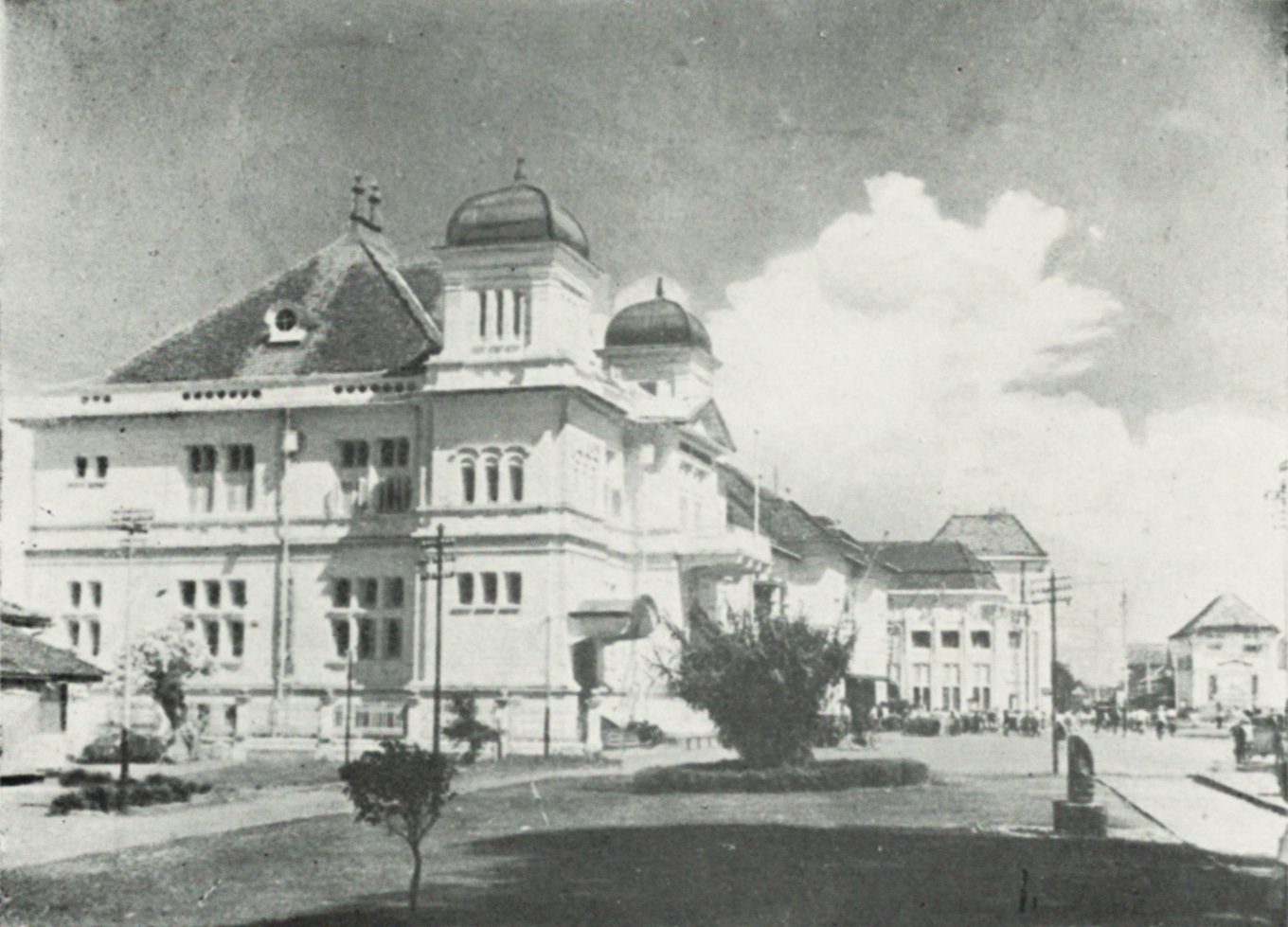
Bankgebouw in 1956
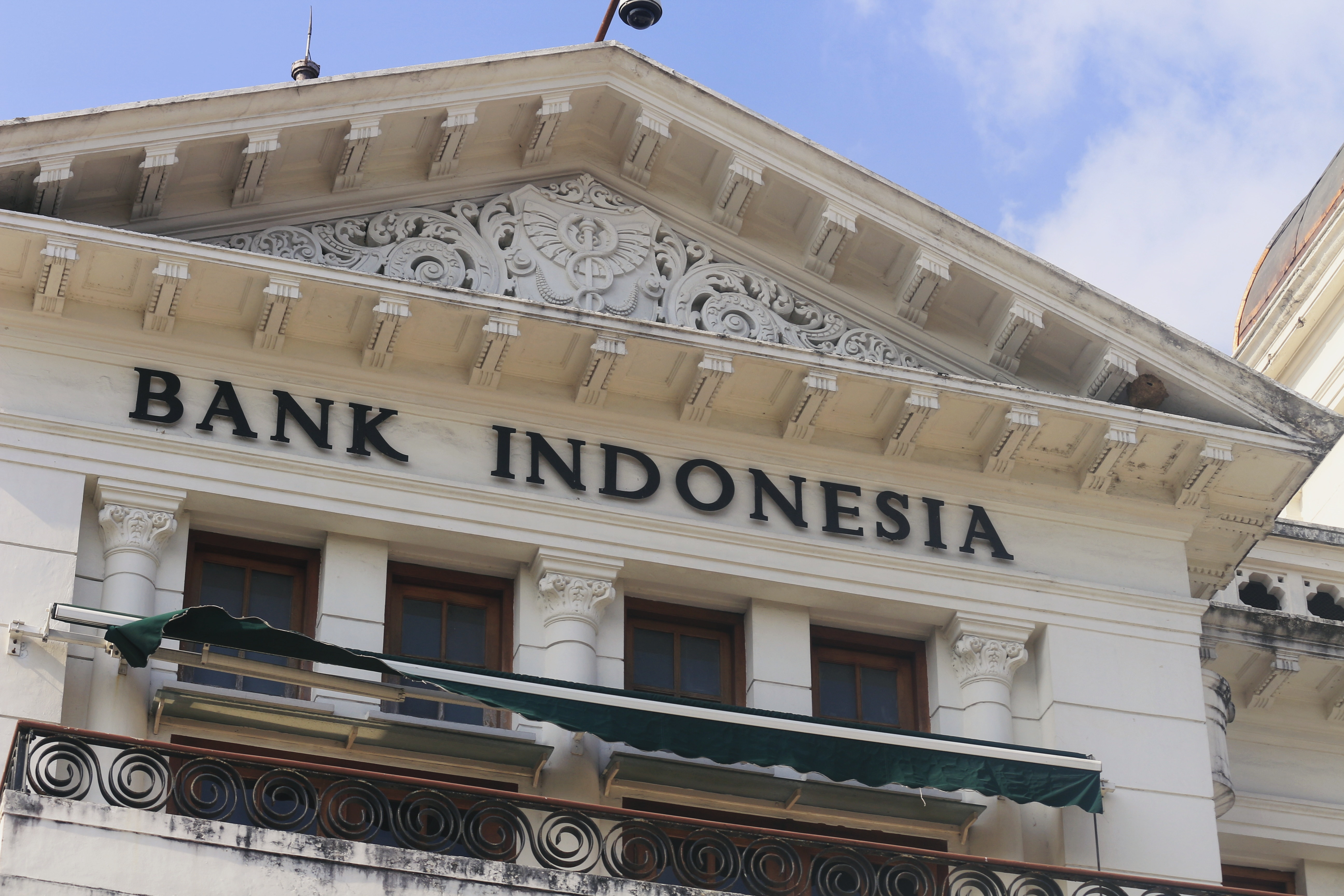
Timpaan met afgebeeld een wapen met twee slangen rondom een kris.
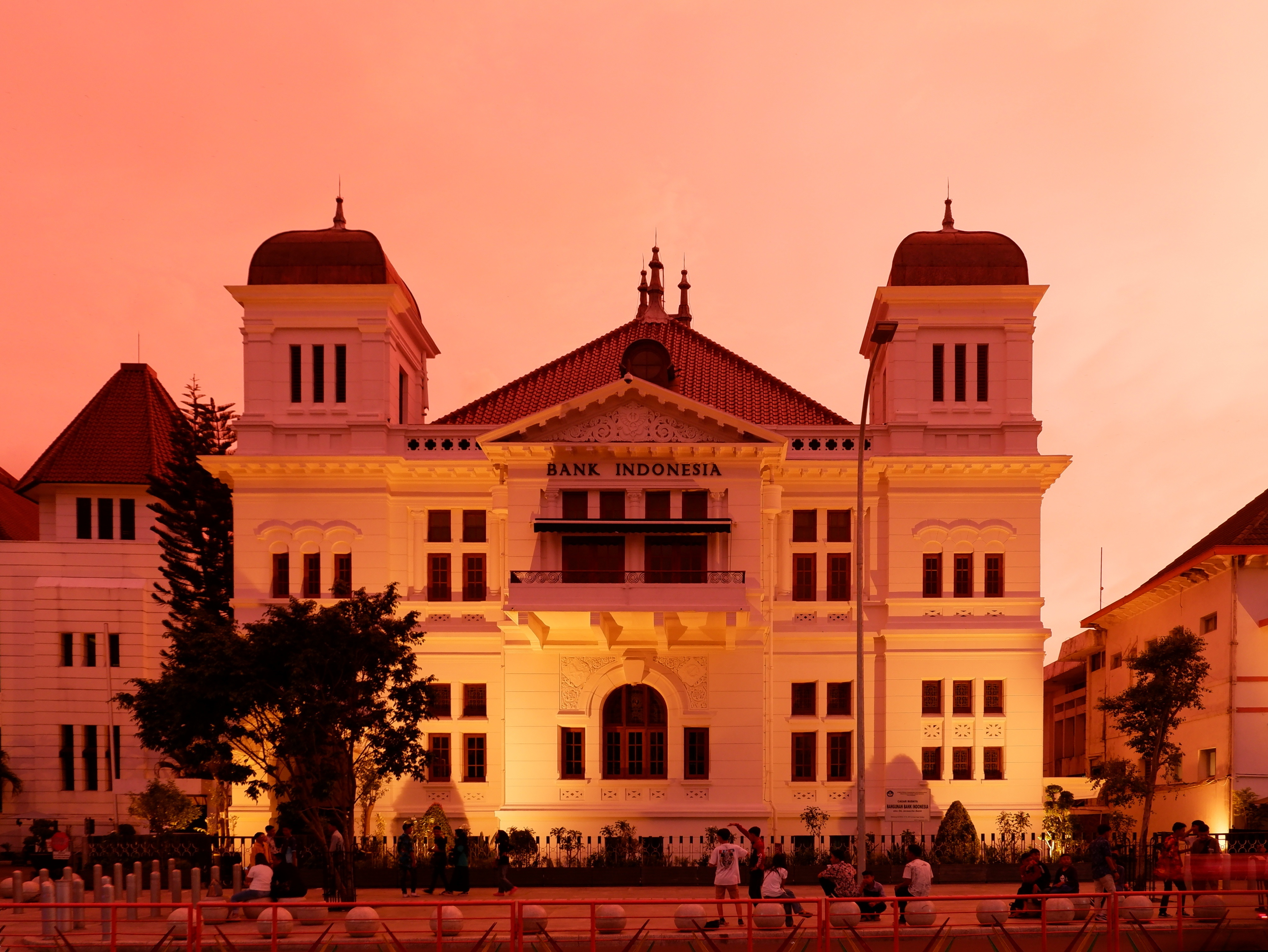
Gebouw in 2020 bij schemering.